# Chiesa dei Santi Jacopo e Andrea
La chiesa dei Santi Jacopo e Andrea è un edificio sacro che si trova in via Vallecava a Massarosa.

## Descrizione
La chiesa, risalente alla seconda metà del XVI secolo, fu radicalmente ristrutturata e ampliata nel 1895. In facciata, sotto il timpano, i Santi Jacopo e Andrea dello scultore Bruno Lucchesi. Il campanile, staccato rispetto al corpo principale della chiesa, ospita due grosse campane fuse da Luigi Magni di Lucca. La maggiore di esse emette la nota Re#3, mentre la minore suona un Mi3. Sono inoltre presenti due campanelle rispettivamente di nota Mib4 e Fa4.
L'interno è a pianta a croce latina con cupola centrale all'intersezione del transetto e del braccio longitudinale. La chiesa ospita alcune statue moderne (San Giuseppe, la Madonna del Carmine col Bambino, San Luigi, San Rocco), due confessionali dello scultore Alfredo Angeloni, la tomba del magistrato lucchese Nicolao Giorgini, e l'organo del 1958.
Dietro l'altare maggiore, la pala è opera di Bartolomeo Neroni detto il Riccio.

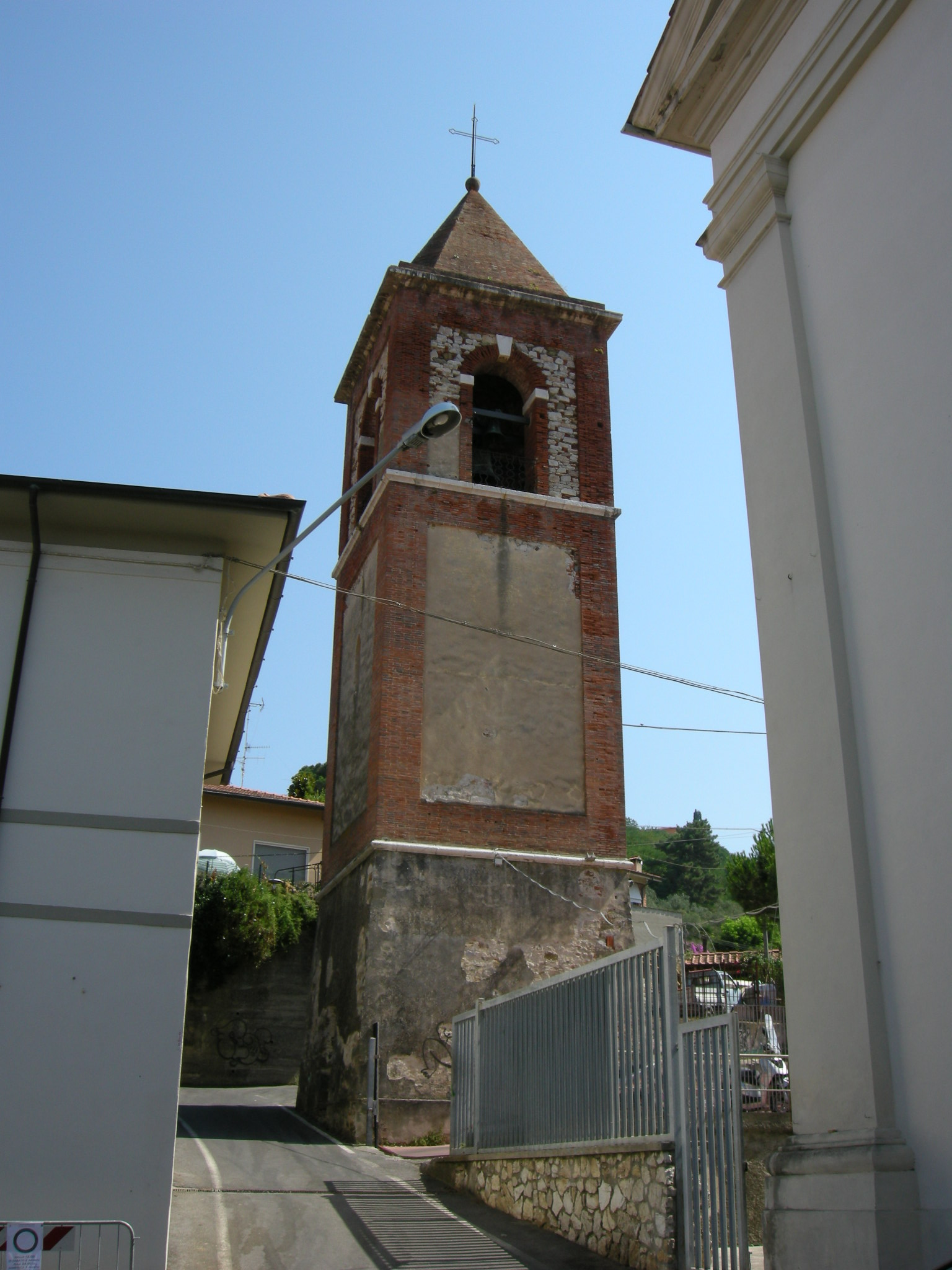
Campanile
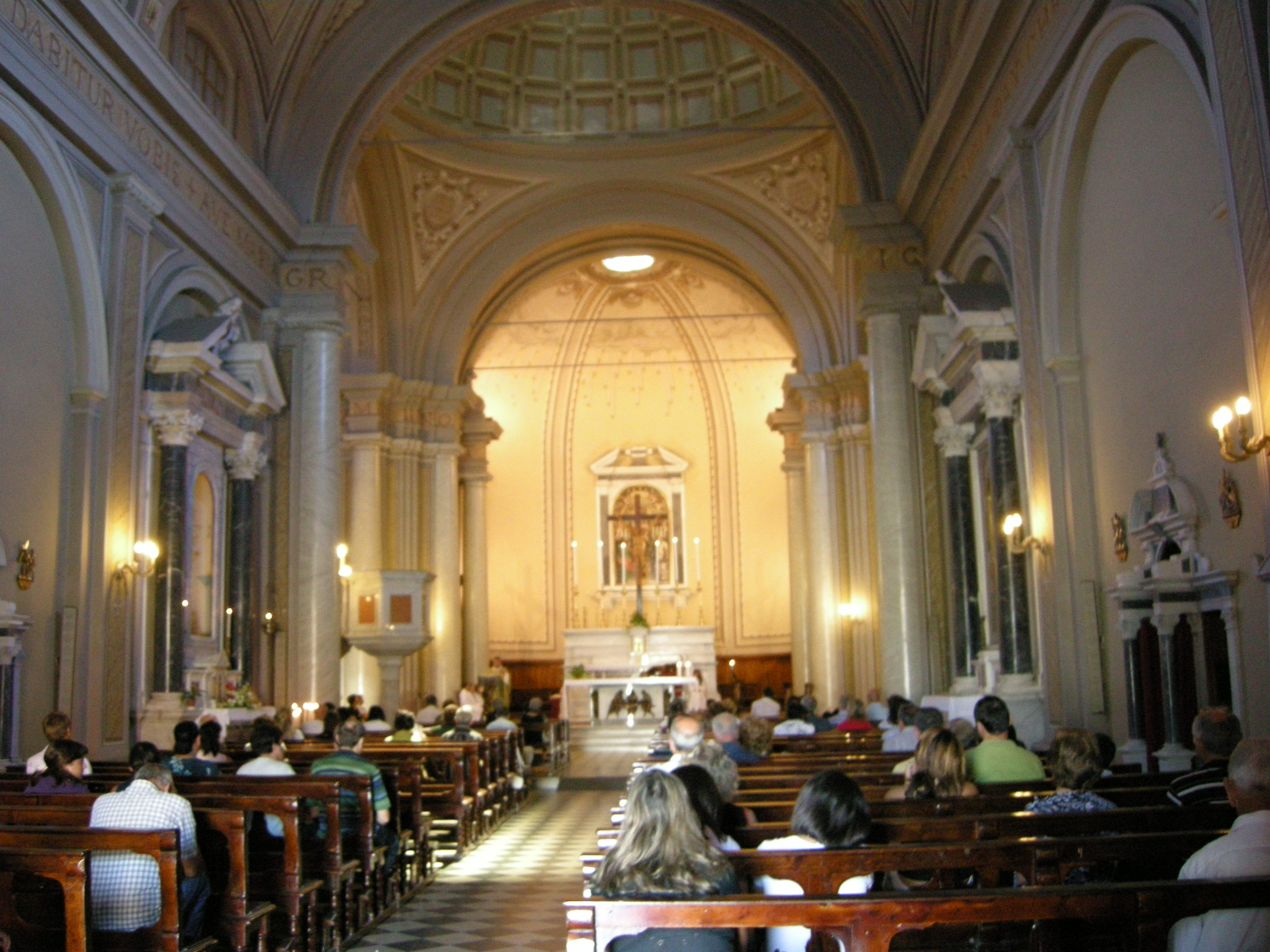
Interno
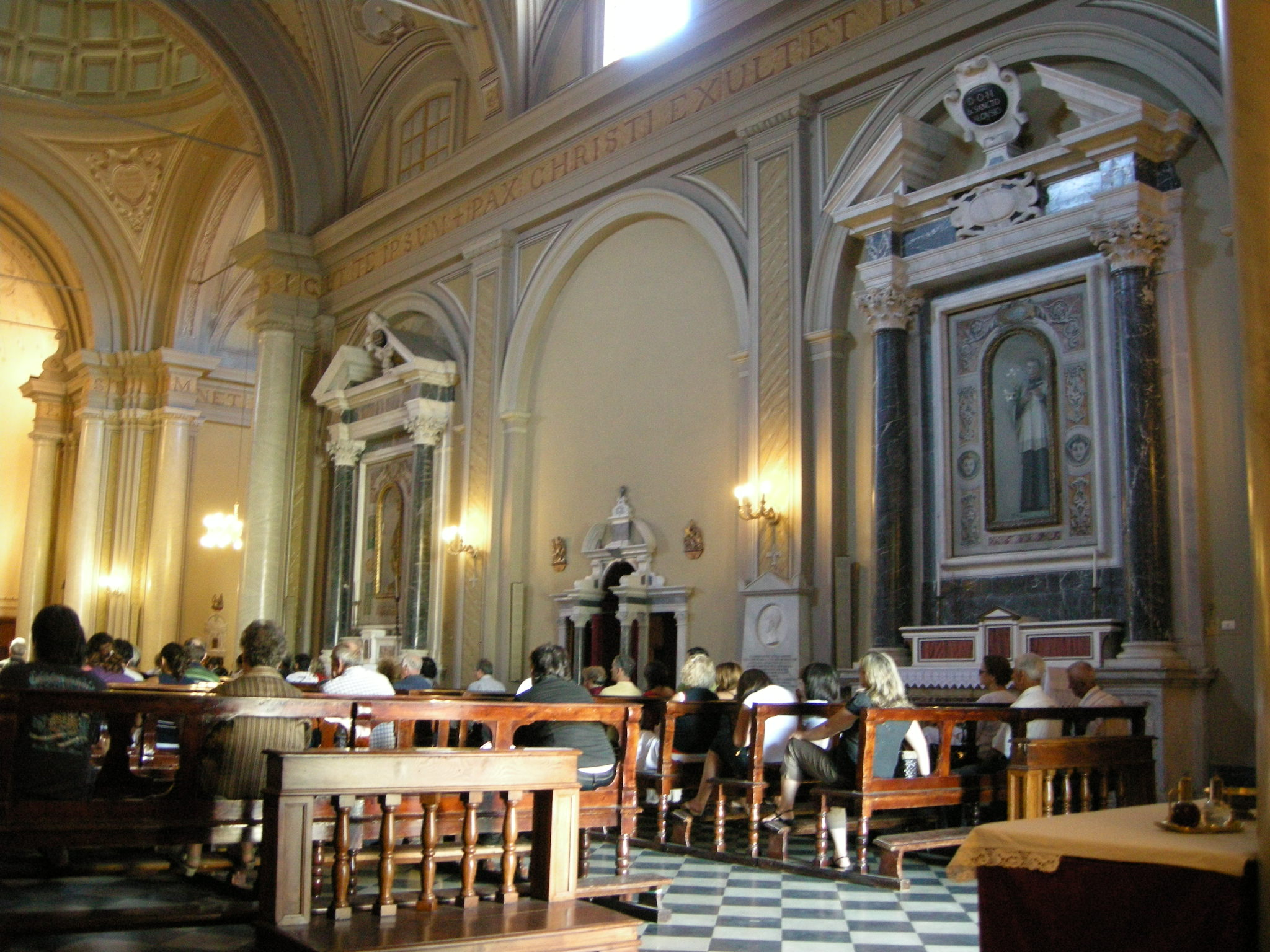
Interno